# Блекур (Север)
Блекур (фр. Blécourt) насеље је и општина у североисточној Француској у региону Север-Па д Кале, у департману Север која припада префектури Камбре.
По подацима из 2011. године у општини је живело 357 становника, а густина насељености је износила 99,72 становника/km². Општина се простире на површини од 3,58 km². Налази се на средњој надморској висини од 110 метара (максималној 72 m, а минималној 48 m).

## Демографија
| 1962. | 1968. | 1975. | 1982. | 1990. | 1999. | 2011. |
| ----- | ----- | ----- | ----- | ----- | ----- | ----- |
| 252   | 264   | 273   | 326   | 326   | 346   | 357   |

График промене броја становника у току последњих година